# Dieter Schiele

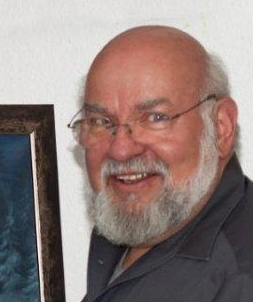
Dieter Schiele

Dieter Schiele (* 11. März 1950 in Frankfurt am Main) ist ein deutscher Jagd- und Pferdemaler.

## Leben
Dieter Schiele wurde 1950 in Frankfurt am Main in eine Künstlerfamilie geboren. Der Vater war Musiker, der expressionistische Maler Egon Schiele war sein Großonkel. In seiner Jugend kam er zuerst dem Wunsch seines Vaters nach und wurde Schriftgießer, später Bauzeichner und Bautechniker. Mit 27 Jahren beschloss er, sich ganz der Malerei zu widmen. Heute lebt  er in Hessen am westlichen Rand des Vogelsberges.

## Werk
Dieter Schiele folgt mit seiner Malerei den Motiven der Natur. Seine besondere Liebe gilt den Falken und den Pferden. Er selbst ist Jäger, Falkner und Reiter. Bereits Ende der 1970er Jahre erhielt Dieter Schiele Aufträge von Mitgliedern führender Familien aus Saudi-Arabien und den Vereinigten Emiraten. Auch im europäischen Raum wurden  adlige Familien und Fürstenhäuser seine Kunden. Jagdschloss Kranichstein hat ein Gemälde zu seiner Sammlung von Dieter Schiele erworben. Im Jagdmuseum von Werner Lettl in Treunreut am Chiemsee sind seine riesigen Dioramen zu sehen.
Mehrere Gemälde befinden sich im Besitz von:
Jagdschloss Kranichstein, Kulturzentrum Ostpreußen-Ellingen, Museum im Vorwerk Ulrichstein, Deutsches Pferde-Museum Verden, Deutsches Jagd- und Fischerei-Museum München

## Technik
Dieter Schieles  Maltechnik umfasst  Wandmalerei für Dioramen, Großgemälde, Trompe-l’œil, Illusionsmalerei, Scrimshaw, seine Spezialität ist die „altmeisterliche Kunst“ der Öl-Lasurmalerei.

## Auszeichnungen
1998 Kulturpreis des Deutschen Jagdschutz Verbandes

## Ausstellungen (Auswahl)
- Raphaelsklinik Münster[2] – 2012
- Benediktinerstift Fiecht[3] – Österreich – 2012
- Deutschland – Frankfurt, Dortmund, Essen, Hannover, München
- International – Paris, Brüssel, Genf, Stockholm, Abu Dhabi, Riad
- Kulturzentrum Ostpreußen Ellingen – 2016

## Buchillustrationen
- „Reiseerzählungen aus 4 Kontinenten“ von Rudolf und Cordelia Krähling Verlag Neumann-Neudamm Januar 2009, ISBN 978-3-7888-1255-3
- „Aus dampfenden Dschungeln und eisigen Höhen“ von  Rudolf und Cordelia Krähling Verlag Neumann-Neudamm Dezember 2010, ISBN 978-3-7888-1365-9
- „... und Diana lächelt!“ Von Eberhard Möllmann Verlag: Books on Demand ISBN 978-3-8423-9824-5

- Diverse Illustrationen in Jagd- und Pferdezeitschriften
- "Afrika, wie lieb ich dich" von Eva-Maria Steingräber, R.G.Fischer-Verlag, ISBN 978-3-8301-1868-8
- "Aus dampfenden Dschungeln und eisigen Höhen" von Rudolf Kräling, ISBN 978-3-7888-1365-9
- "Reiseerzählungen aus vier Kontinenten 1998–2007", ISBN 978-3-7888-1255-3.
- "Safari in Eis und Feuer", Verlag Neumann-Neudamm, ISBN 978-3-7888-1980-4
- Zeilenwende. Anthologie. Anne Baumgartner (Hg.). R.G. Fischer-Verlag 2024. ISBN 978-3-8301-1950-0

## Fernsehauftritt
„Ich trage einen großen Namen“ – SWR Fernsehen BW – 28. Februar 2010

## Lehrtätigkeit
Seit 44 Jahren betreibt Dieter Schiele seine private Malschule in Bad Salzhausen und Büdingen. Hier gibt er in Gruppen- und Einzelunterricht seine Erfahrungen weiter.

## Lehrfilme
- „Dem Meister über die Schulter schauen - Grundlagen der Ölmalerei“
- „Wolken und Himmel malen“
- „Licht und Schatten in der Malerei“
- „Komposition und Bildgestaltung“
- „Aktmalerei“